# Hotel Canberra
El Hotel Canberra (también conocido alternativamente en inglés como: Hyatt Hotel Canberra) es un gran hotel en la capital nacional de Australia, Canberra. Se encuentra ubicado en el suburbio de Yarralumla, cerca del Lago Burley Griffin y la sede del parlamento. Fue construido para albergar políticos cuando el Parlamento Federal se trasladó a Canberra desde Melbourne en 1927. Fue construido por el contratista John Howie entre 1922-1925. Inaugurado en 1924 como albergue N º 1, en 1927 llegó a ser conocido como el Hotel Canberra. Otros hoteles iniciales en Canberra incluyen el hotel Kurrajong, que abrió en 1925. Una variedad de otros hoteles fueron inaugurados en 1927.